# Celta (Zug)

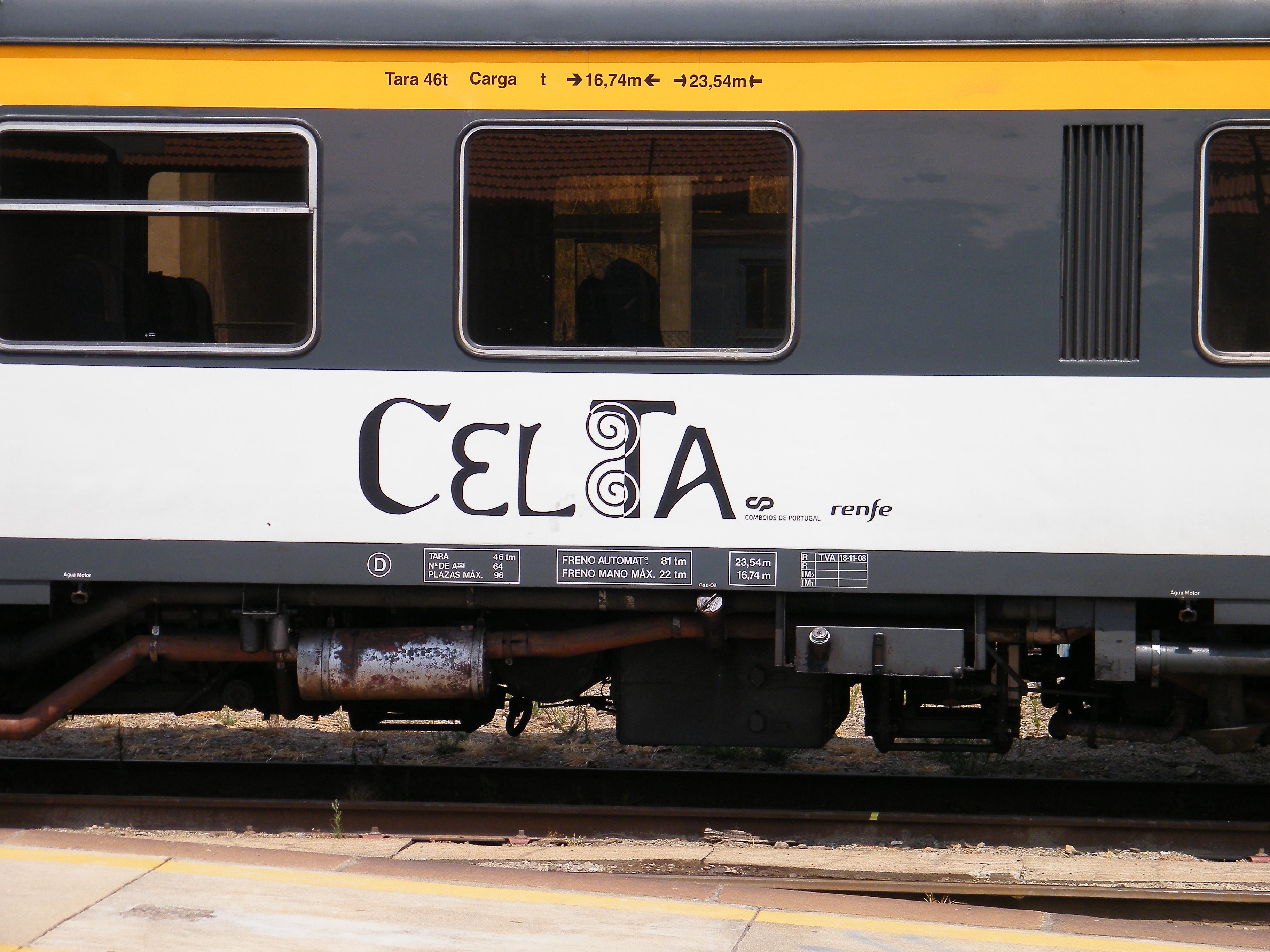
Logo des Celta an einem Triebwagen der Baureihe 0592

Celta ist eine gemeinsame Zugverbindung der portugiesischen Eisenbahngesellschaft Comboios de Portugal sowie der spanischen Eisenbahngesellschaft Renfe Operadora. Mit dem Namen werden die Direktzüge zwischen Porto (Portugal) und Vigo (Spanien) bezeichnet. Die Bezeichnung wurde im Juli 2013 eingeführt, Züge zwischen Portugal und Galicien gibt es seit 1868.

## Geschichte

### Erste Verbindungen

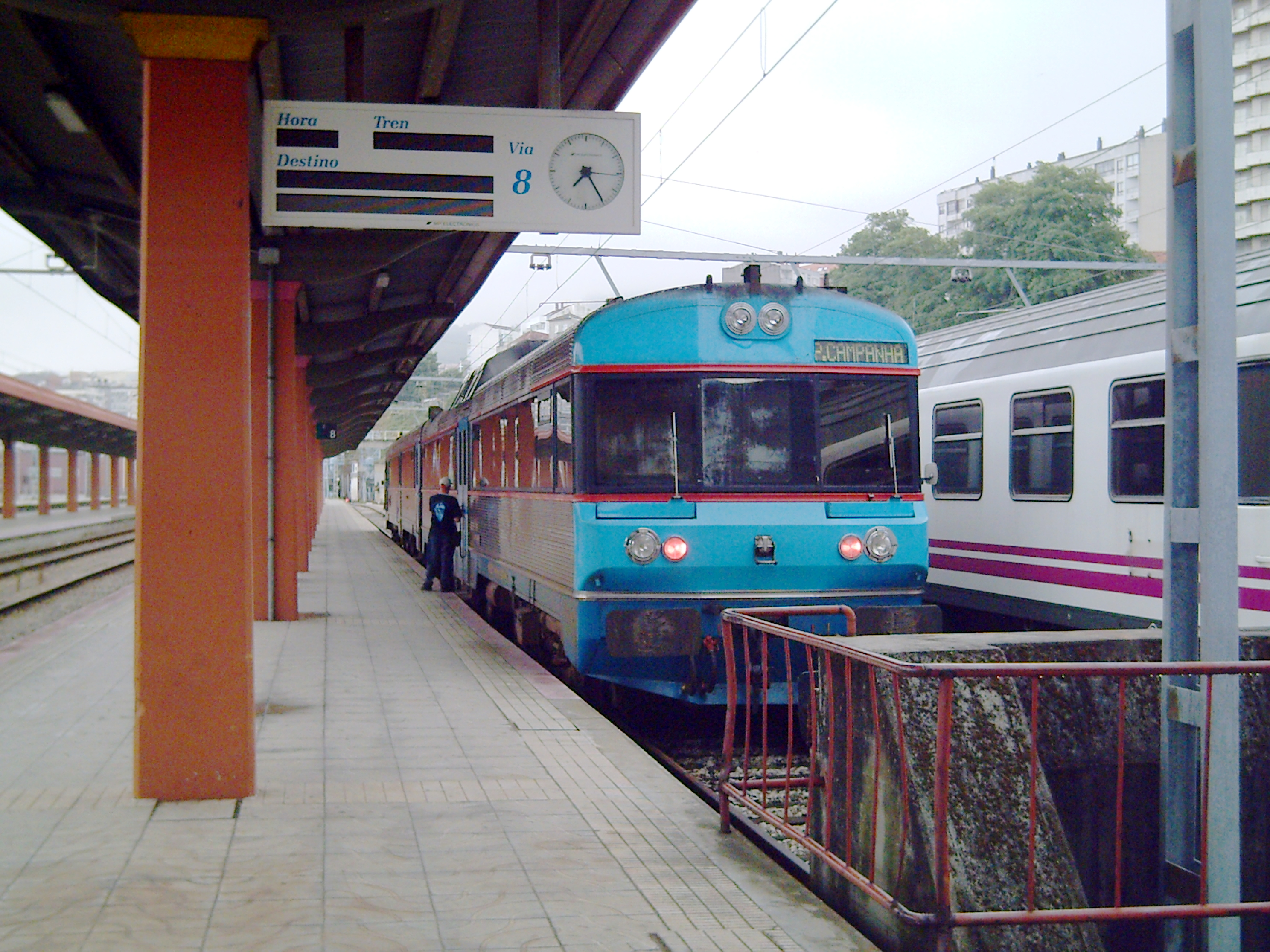
Dieseltriebwagen der CP (Baureihe 0450) im Bahnhof von Vigo (2008)

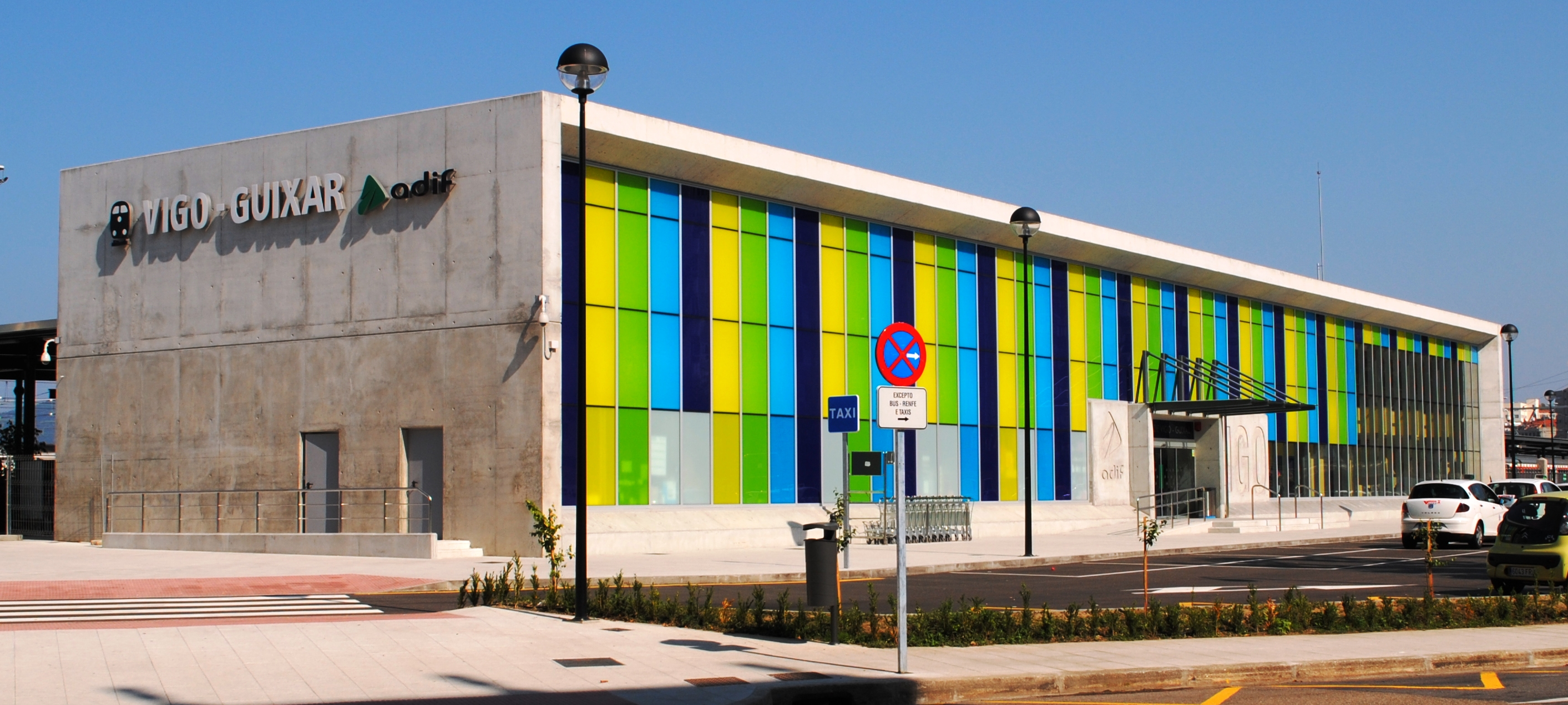
Seit 2011 enden die Züge auf galicischer Seite im neu errichteten Bahnhof Vigo-Guixar

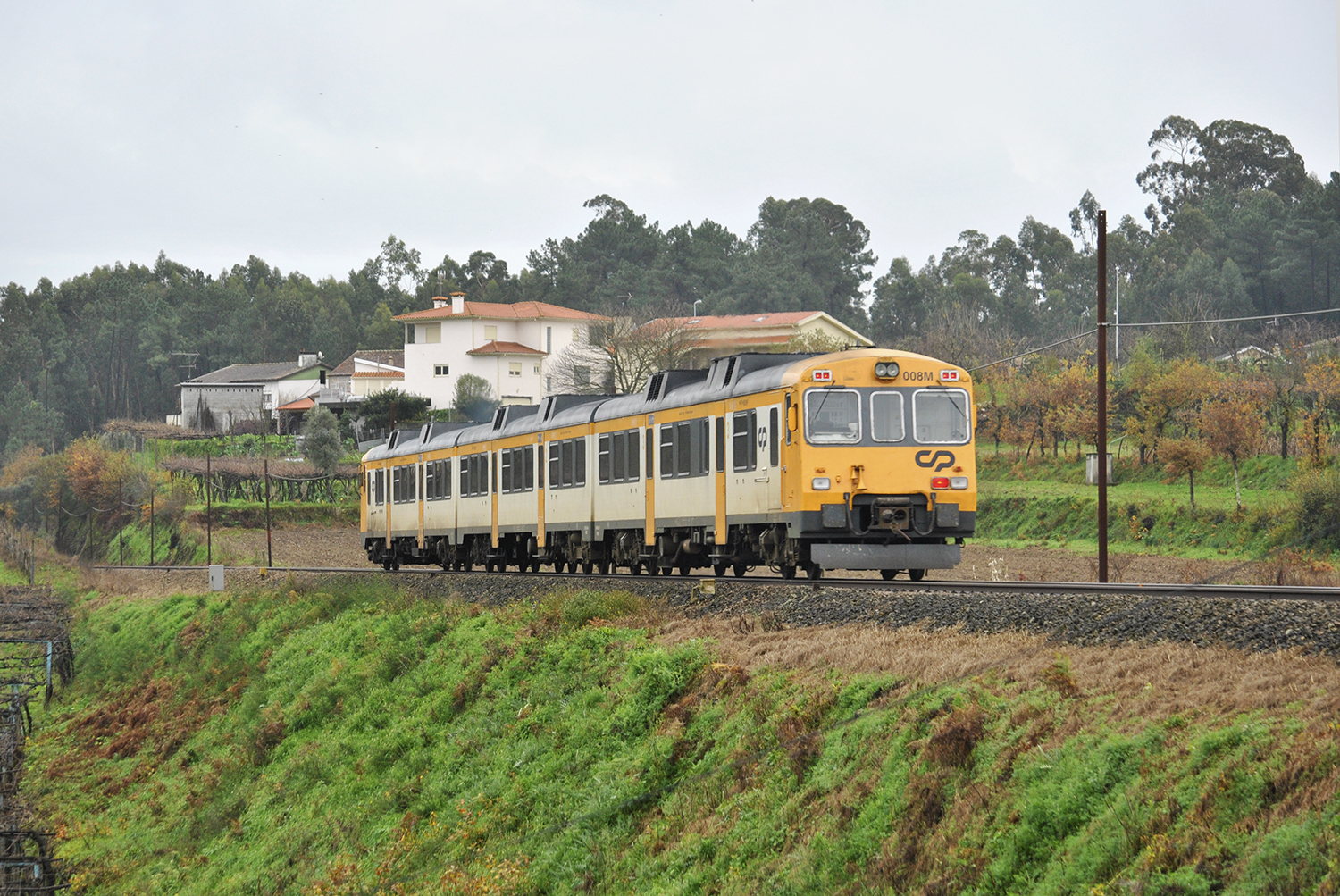
Dieseltriebwagen der CP (Baureihe 0592) auf der Fahrt in Richtung Vigo, hier bei Midões

Die erste Zugverbindung von Portugal nach Spanien nahm am 10. Januar 1868 ihren Dienst auf, sie verband drei Mal pro Woche Lissabon mit Vigo, wenig später auch täglich. Die direkte Zugverbindung zwischen Porto und Vigo begann 1913. 1980 gab es zwei Zugpaare pro Tag auf der Strecke Porto São Bento—Vigo, mit Unterwegshalten in Viana do Castelo, Valença (Grenzbahnhof), Tui, Guillarei und Redondela. Die Züge benötigten für diese Strecke, inklusive Passkontrollen, 4:24. Ab 1984 gab es drei Zugpaare pro Tag.

### Zugverkehr ab 2000
2001 gab es zwei Zugpaare pro Tag mit einer durchschnittlichen Fahrzeit von 3:15. Die Züge hielten in Viana do Castelo, Valença, Tui, Guillarei, O Porriño und Redondela.
2005 beschloss die portugiesische CP die Verbindung einzustellen, da sie im Vergleich zum motorisierten Individualverkehr nicht konkurrenzfähig sei. Nach Angaben der Bahngesellschaft verlor diese zwischen 2001 und 2004 7,7 Millionen Fahrgäste. Erst nach Protesten seitens der galicischen Gemeindevertreter sowie der Kundenverbände setzte die portugiesische Eisenbahngesellschaft ihre Pläne nicht um.
2011 gab die CP erneut ihre Absicht bekannt, den Verkehr nach Vigo, offiziell aufgrund von Bauarbeiten, einzustellen. Zudem seien die Kundenzahlen rapide gesunken, zwischen Valença und Vigo würden pro Jahr 15.500 Fahrgäste die Züge nutzen, was 11 Fahrgästen pro Fahrt entspräche. Die spanische Bahngesellschaft Renfe unterstützte die Pläne der CP. Erneut formierte sich ein Proteststurm aus Kundenverbänden und der portugiesischen Kommunistischen Partei. Daraufhin zog die CP ihre Pläne zurück, nachdem sie sich mit der Renfe darauf geeinigt hatte, dass die Fahrten auf spanischer Seite von der Renfe gezahlt werden. Bis dahin oblagen die Kosten allein der portugiesischen Eisenbahngesellschaft, die jährlich gut 232.000 Euro betrugen.
Seit August 2011 enden die Züge nicht mehr am Bahnhof Vigo-Urzáiz, sondern werden zum neu errichteten Bahnhof Vigo-Guixar umgeleitet. Der Bahnhof Urzáiz wird seitdem umgebaut, um an das spanische Hochgeschwindigkeitsnetz angeschlossen zu werden.

### Einführung desCelta

Eisenbahnstrecke zwischen Porto und Vigo

Auf dem 25. iberischen Gipfeltreffen 2012 in Porto, einem regelmäßigen Treffen zwischen portugiesischer und spanischer Regierung, verpflichtete sich Portugal die Eisenbahnstrecke nach Vigo (Linha do Minho) bis 2016 zu modernisieren. Zudem vereinbarten beide Seiten ein neues, direktes Zugangebot mit einem speziellen Fahrscheinangebot zwischen Porto und Vigo einzurichten.
Zum 2. Juli 2013 führte die CP daraufhin das neue Zugangebot unter dem Namen Celta ein. Seitdem fahren zwei Zugpaare pro Tag zwischen Porto und Vigo ohne Halt, die Fahrtdauer konnte damit auf 2:15 gesenkt werden. Daraufhin protestieren jedoch insbesondere die portugiesischen Anliegergemeinden, vor allem Viana do Castelo und Nine, sowie der Lobbyverband „Eixo Atlántico“, dass diese keine direkte Zugverbindung mehr nach Galicien besäßen. Als Alternativangebot gab es jedoch seitdem Züge bis zur portugiesisch-spanischen Grenze, wo wiederum ein Umsteigen in Regionalzüge der Renfe möglich ist. Kritisiert wurde zudem, dass die Einrichtung des Celta-Angebot eine rein politische und nicht nach marktwirtschaftlichen Kriterien abgewogene Entscheidung gewesen sei.
Zwischen Juli und Oktober 2013 fuhren 19.900 Fahrgäste mit der Zugverbindung, zwischen Juli und März 2014 28.000 Fahrgäste, was einem Durchschnitt von 26 Fahrgästen pro Fahrt entspricht. Nach Medienberichten ist der Betrieb damit hochdefizitär, die Kosten beliefen sich danach bis Mai 2014 auf gut 1,2 Millionen Euro. Die beiden staatliche Eisenbahngesellschaften reagierten auf die Kritik und führten zum 1. Juli 2014 einen neuen Fahrplan ein, seitdem halten die Züge auch in Nine, Viana do Castelo und Valença.
Mit dem neuen Fahrplan wurde auch der Personalwechsel zwischen CP und Renfe abgeschafft. Bisher war dieser notwendig gewesen, da zwischen den Bahnhöfen Nine und Valença kein modernes Zugsicherungssystem besteht und in dem 90 Kilometer langen Abschnitt die Triebfahrzeugführer sich per Funk vom Stellwerk die Fahrten genehmigen lassen muss. Die spanische Eisenbahnergewerkschaft sah es als nicht angebracht an, dass die 64 in Galicien beheimateten Triebfahrzeugführer Portugiesisch lernen müssten. Zum 1. Juli 2014 haben neun portugiesische und vier spanische Triebfahrzeugführer jeweils die Sprache des Nachbarlandes gelernt, sodass der Personalwechsel damit obsolet wurde.
Am 9. September 2016 kam es zu einem schweren Unglück, als der Zug bei O Porrino entgleiste. Dabei wurden 4 Menschen getötet, darunter der portugiesische Triebfahrzeugführer. 48 Personen wurden mit Verletzungen ins Krankenhaus gebracht.

## Fahrzeugeinsatz

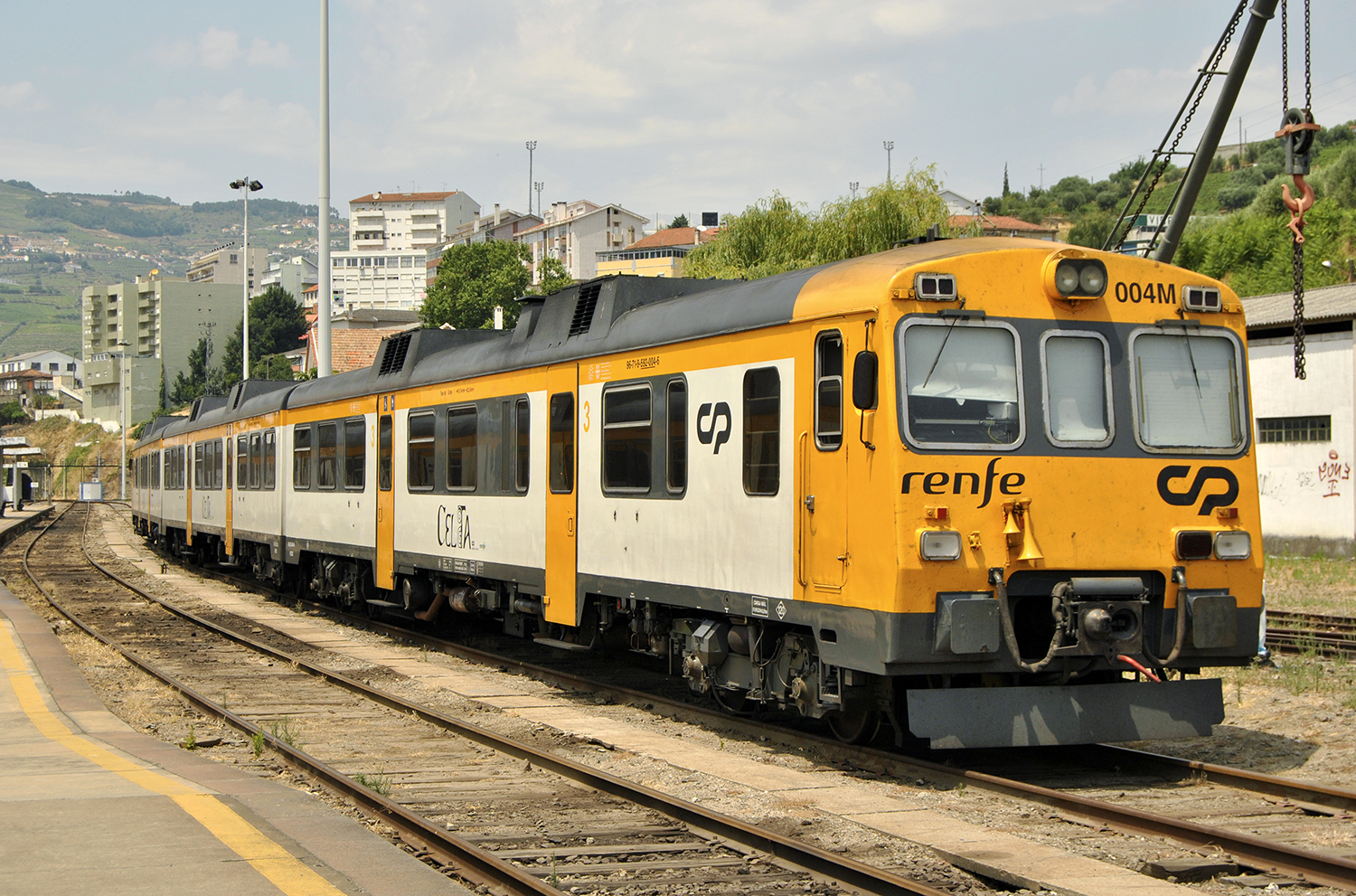
Seit 2011 wird die Verbindung vorrangig von Zügen der Baureihe 592 bedient, hier im Bahnhof Régua

Da der Großteil der befahrenen Strecke, die Linha do Minho, nicht elektrifiziert ist, beschränkt sich der Fahrzeugeinsatz ausschließlich auf dieselbetriebene Fahrzeuge. Spätestens seit den achtziger Jahren werden durchgehend Dieseltriebwagen eingesetzt.
In den letzten Jahren setze die Comboios de Portugal üblicherweise Dieseltriebwagen der Baureihe 0450 ein. 2011 lieh sich die portugiesische Eisenbahngesellschaft 17 Fahrzeuge der RENFE-Baureihe 592, die seitdem neben der Linha do Douro ihren Dienst auch auf der Strecke nach Vigo verrichten. Dies sind dreiteilige Dieseltriebwagen, ausschließlich zweite Klasse, mit Zugtoiletten, jedoch ohne gastronomischen Service. Seitdem ist die Mitnahme von Fahrrädern verboten, da für diese kein Platz vorhanden ist.
Es ist geplant, neueres Fahrzeugmaterial der Renfe einzusetzen, nach Medienberichten entweder Züge der Baureihe 594 oder 598.
Obwohl die gesamte Strecke von Porto bis Vigo mittlerweile elektrifiziert ist, verkehren mangels geeigneter Fahrzeuge die beiden Zugspaare des Celta weiterhin mit Dieselfahrzeugen.